# Paul Campbell
Paul Campbell (* 22. června 1979, Vancouver, Britská Kolumbie, Kanada) je kanadský herec. Je známý ze seriálu Knight Rider – Legenda se vrací jako Billy Morgan.

## Filmografie
- 2011
  - P5Ych
- 2010
  - Bond of Silence
- 2008–2009
  - Knight Rider – Legenda se vrací – role: Billy Morgan
- 2008
  - Play the Game
- 2007
  - Bag Boy
  - 88 minut
- 2005
  - Dlouhý víkend
  - Stíny z lesa
- 2004
  - Battlestar Galactica
  - Ill Fated
  - Perfektní skóre
- 2002
  - Shottas – Jamajský gang
  - Zločiny podle Mary Higgins Clark: Sejdeme se znovu